# Flaugnac
Flaugnac är en kommun i departementet Lot i regionen Occitanien i södra Frankrike. Kommunen ligger i kantonen Castelnau-Montratier som tillhör arrondissementet Cahors. År 2018 hade Flaugnac 409 invånare.

## Befolkningsutveckling
Antalet invånare i kommunen Flaugnac
| Referens: INSEE |